# Ottoschulzia
Ottoschulzia, biljni rod dvosupnica iz porodice Metteniusaceae smješten u tribus Metteniusoideae. Sastoji se od 4 vrste drveća iz Velikih Antila i Gvatemale i južnog Meksika.
Rod je opisan u Symbolae Antillanae seu Fundamenta Florae Indiae Occidentalis 7: 272–273. 1912.

## Vrste
1. Ottoschulzia cubensis (C.Wright ex Griseb.) Urb.; tipična vrsta, kubanski endem.
2. Ottoschulzia domingensis Urb.
3. Ottoschulzia pallida Lundell
4. Ottoschulzia rhodoxylon (Urb.) Urb.